# سعدون حماد العتيبي
سعدون حماد مزعل المقاطي العتيبي (2 أغسطس 1959 -)؛ نائب سابق في مجلس الأمة الكويتي.

## مسيرته
خاض أول انتخابات له عام 1990 انتخابات المجلس الوطني وحصل على المركز الثاني وحصل على مجموع اصوات 933 وفي انتخابات بعد الغزو عام 1992 حصل على المركز السابع وحصل على 718 صوت.
وفي انتخابات 1996 حصل على المركز الثالث وحصل على 3,242 وفي انتخابات 1999 حصل على المركز الثاني بفارق 3 اصوات عن خالد العدوة لكنه طعن في الانتخابات واعيدت ونجح خالد العدوة، وفي انتخابات عام 2003 حصل على المركز الثالث ومجموع اصواته 3,040 صوت وفي انتخابات 2006 حصل على المركز الأول وحصل على 6,882 صوت.

## إعادة الانتخابات
دور الانعقاد العادي الثاني من الفصل التشريعي التاسع شهد في بداياته صدور حكم المحكمة الدستورية بتاريخ 1 ديسمبر 1999، والذي انتهت فيه المحكمة بإعادة الانتخابات بين سعدون حماد العتيبي وخالد العدوة في الدائرة الانتخابية 21 الأحمدي وجرت الانتخابات يوم الاثنين الموافق 24 يناير 2000، وقد فاز بها خالد سالم العدوة وحصل على 3,538 صوتًا بينما حصل سعدون حماد على 2,735 صوتًا.

## قضية النائب البنغالي
في 16 يونيو 2020، اُتهم سعدون حماد وصلاح خورشيد بالتعاون مع النائب البنغالي محمد شهيد إسلام بقضية الإتجار بالبشر، ورفع مجلس الأمة عنه الحصانة وذلك للمثول أمام القضاء، حيثُ ذكر النائب البنغالي محمد شهيد إسلام بأنهُ سلَّم سعدون حماد 50,000 ألف دينار كويتي وذلك نظير تسهيل مُعاملاته وإنجاز إجراءاته التجارية. وفي 29 أغسطس 2020، حققت النيابة العامة الكويتية مع سعدون حماد وصلاح خورشيد بهذه القضية ثُم أخلت سبيلهما بكفالة قدرها 10,000 آلاف دينار كويتي. وفي 22 أكتوبر 2020، حققت المحكمة مرة أخرى مع سعدون حماد ثُم قررت محكمة الجنايات إخلاء سبيل سعدون حماد بكفالة قدرها 10,000 آلاف دينار، وحددت تاريخ 5 نوفمبر 2020 لنظر الدعوى. وفي 26 أبريل 2021، برأت محكمة الاستئناف الكويتية سعدون حماد بتهمة تلقي الرشوة، ومن ثم في آخر درجات التقاضي في محكمة التمييز الكويتية برأت سعدون حماد مرة أخرى بتهمة تلقي الرشوة مع إدانة آخرين.

## أبرز مواقفه في مجلس الأمة

### مجلس الأمة 2016
| استجواب الوزيرة هند الصبيح (يناير 2018)                  | مع الاستجواب |
| استجواب الوزير بخيت الرشيدي (2018)                       | ضد الاستجواب |
| استجواب الوزيرة هند الصبيح (مايو 2018)                   | ممتنع        |
| استجواب الوزير خالد الروضان (2019)                       | ضد الاستجواب |
| استجواب الوزير محمد الجبري (2019)                        | ضد الاستجواب |
| استجواب الوزير نايف الحجرف (2019)                        | ضد الاستجواب |
| استجواب الوزير براك الشيتان (2020)                       | ضد الاستجواب |
| استجواب الوزير أنس الصالح (أغسطس 2020)                   | ضد الاستجواب |
| استجواب الوزير سعود هلال الحربي (أغسطس 2020)             | ممتنع        |
| استجواب الوزير سعود هلال الحربي (سبتمبر 2020)            | ممتنع        |
| استجواب الوزير أنس الصالح (سبتمبر 2020)                  | ضد الاستجواب |
| تصويت فتح باب ما يستجد من أعمال (تعديل النظام الانتخابي) | غير موافق    |

### مجلس الأمة 2020
أصدر مركز اتجاهات للدراسات والبحوث تقريرًا عن أداء سعدون حماد العتيبي في مجلس الأمة 2020، لم يستخدم أداة الاستجواب بتاتًا، ووصفه المركز بأنهُ «متضامن مع الحكومة» بإمتياز.
| استجواب الوزير حمد جابر العلي (يناير 2022)    | ضد الاستجواب |
| استجواب الوزير أحمد ناصر الصباح (فبراير 2022) | ضد الاستجواب |
| استجواب الوزير علي حسين الموسى (مارس 2022)    | ضد الاستجواب |